# 이마미야에비스역
이마미야에비스역(일본어: 今宮戎駅, いまみやえびすえき)은 일본 오사카부 오사카시 나니와구에 있는 난카이 전기철도의 역이다. 역 번호는 NK02이다.
본 역은 난카이 본선에 소속되지만, 운행 계통상 고야 선 열차만 정차한다.
"에비스 신사"로 유명한 이마미야에비스 신사에서 가장 가까운 역이다.

## 역사
- 1907년 10월 5일: 난카이 철도(현, 난카이 전기철도)의 에비스역으로 개업.
- 1915년 7월 1일: 이마미야에비스역으로 역명 변경.
- 1937년 11월 1일: 히가시 선(현재 운행 계통상의 고야 선) 고가화.
- 1938년 9월 10일: 고가화 완성.
- 1944년 6월 1일: 전시로 인한 회사 합병으로 긴키 닛폰 철도의 역이 됨.
- 1947년 6월 1일: 노선 양도하면서 난카이 전기 철도역이 됨.
- 1970년 11월 23일: 난카이 본선의 히가시 선 각역정차가 폐지됨과 동시에 이후 운행 계통상의 고야 선 보통 열차만 정차가 됨.
- 2013년 4월 1일: 무인역이 됨.

## 역 구조
섬식 승강장 1면 2선의 고가역이다. 난카이 본선은 나니와 ~ 기시노사토타마데 간의 선로별 복복선이지만 본 역의 플랫폼은 운행 계통 상의 고야 선이 동쪽에 위치하고 있으며 서쪽 2선에 운행 계통상으로 난카이 본선은 상하선이 통과한다. 그래서, 난카이 본선 소속역이면서도 운행 계통상의 고야 선의 열차만 정차한다. 예전에는 운행 계통상의 난카이 본선에서 포인트를 지나 동쪽으로 열차가 지나가고 있었다. 동쪽 승강장을 동쪽으로 약간 내미는 만큼 운행 계통상의 고야 선 하행선이 동쪽으로 약간 만곡하고 있어 통과 열차는 속도 제한을 받는다. 2층에 승강장, 1층의 신이마미야 방향으로 개찰구가 있다. 평소에는 동쪽 개찰구가 사용되지만 십일 에비스 때는 서쪽의 임시 개찰구와 임시 매표소가 생기고 북새통을 처리한다. 화장실은 개찰 내에 있는 남녀별 수세식이다. 신이마미야 역과 역간 거리는 500m밖에 되지 않아 본 역의 승강장에서 볼 수 있다.

### 승강장
| 번호 | 노선    | 방향 | 행선                                                               |
| ---- | ------- | ---- | ------------------------------------------------------------------ |
| 1    | 고야 선 | 하행 | 고야산 (난카이 선; 와카야마시・간사이 공항 (신이마미야 환승)) 방면 |
| 2    | 고야 선 | 상행 | 난바 행                                                            |

## 역 주변
- 이마미야에비스 신사 - 매년 1월 9일부터 11일까지 "십일 에비스(도오카 에비스)"가 개최되어 장사 번성의 신으로 알려졌다.
- 기즈 도매 시장
- 오사카 부립 이마미야 고등학교
- 오사카 시립 기즈 중학교
- 오사카 시립 에미 초등학교
- 쿠보타 본사
- 국도 제25호선
- 오사카 시영 지하철 미도스지 선, 요쓰바시 선 다이코쿠초 역
- 오사카 시영 지하철 사카이스지 선 에비스초역
- 한카이 전기궤도 한카이 선 에비스초 정류장
- 덴덴 타운
- Zepp Namba (OSAKA)
- 난카이 난바 제1빌딩
  - 난카이 전기철도 본사
  - 오사카 부립 대학 I-site난바
- 신세카이
- 쓰텐카쿠

## 사진

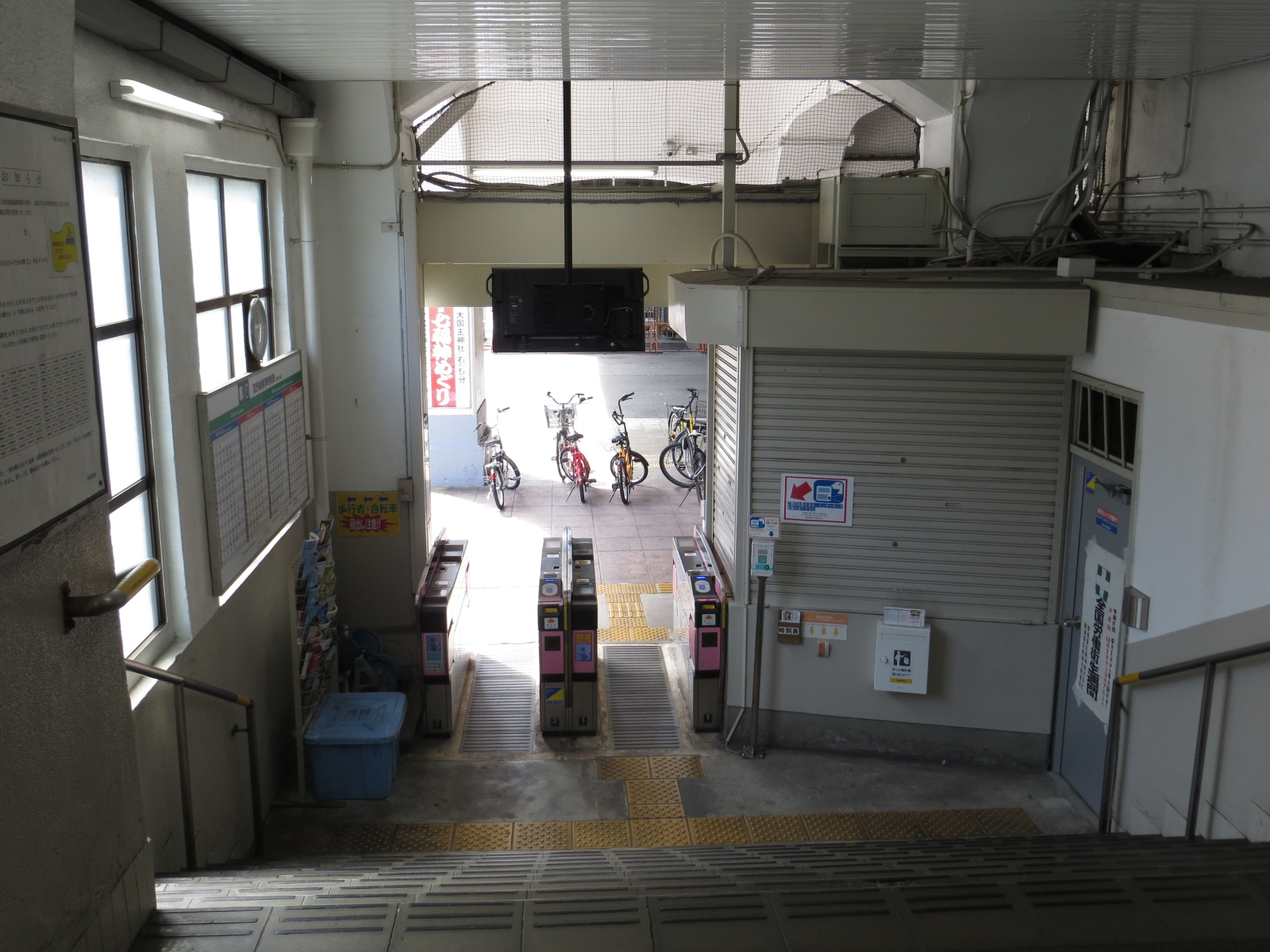
개찰구
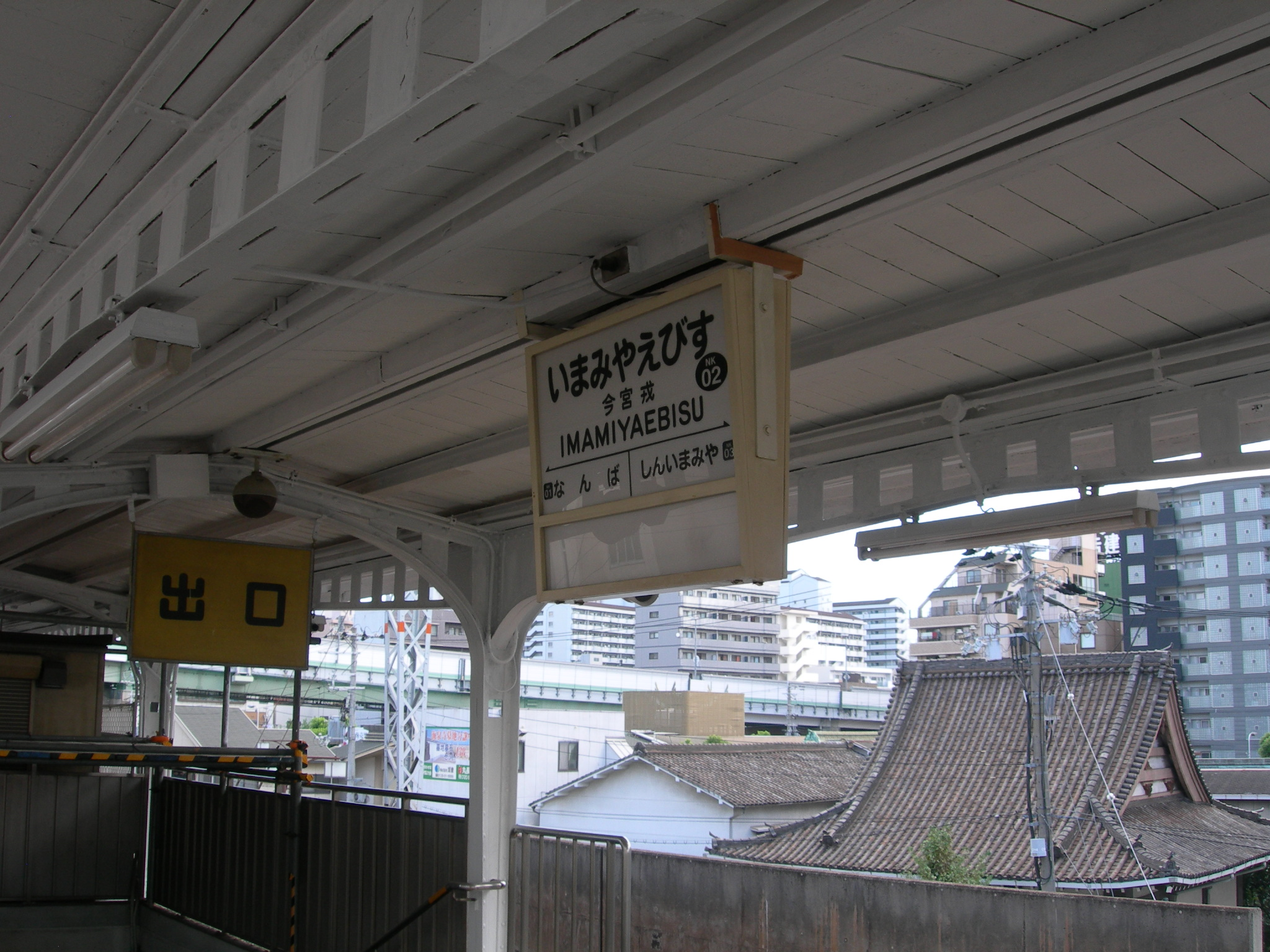
역명판

## 인접역
| 난카이 전기철도 고야 선 | 난카이 전기철도 고야 선 | 난카이 전기철도 고야 선           |
| ----------------------- | ----------------------- | --------------------------------- |
| NK01 난바 난바 방면     | ■ 각역정차              | 신이마미야 NK03 고쿠라쿠바시 방면 |